# Retroposón

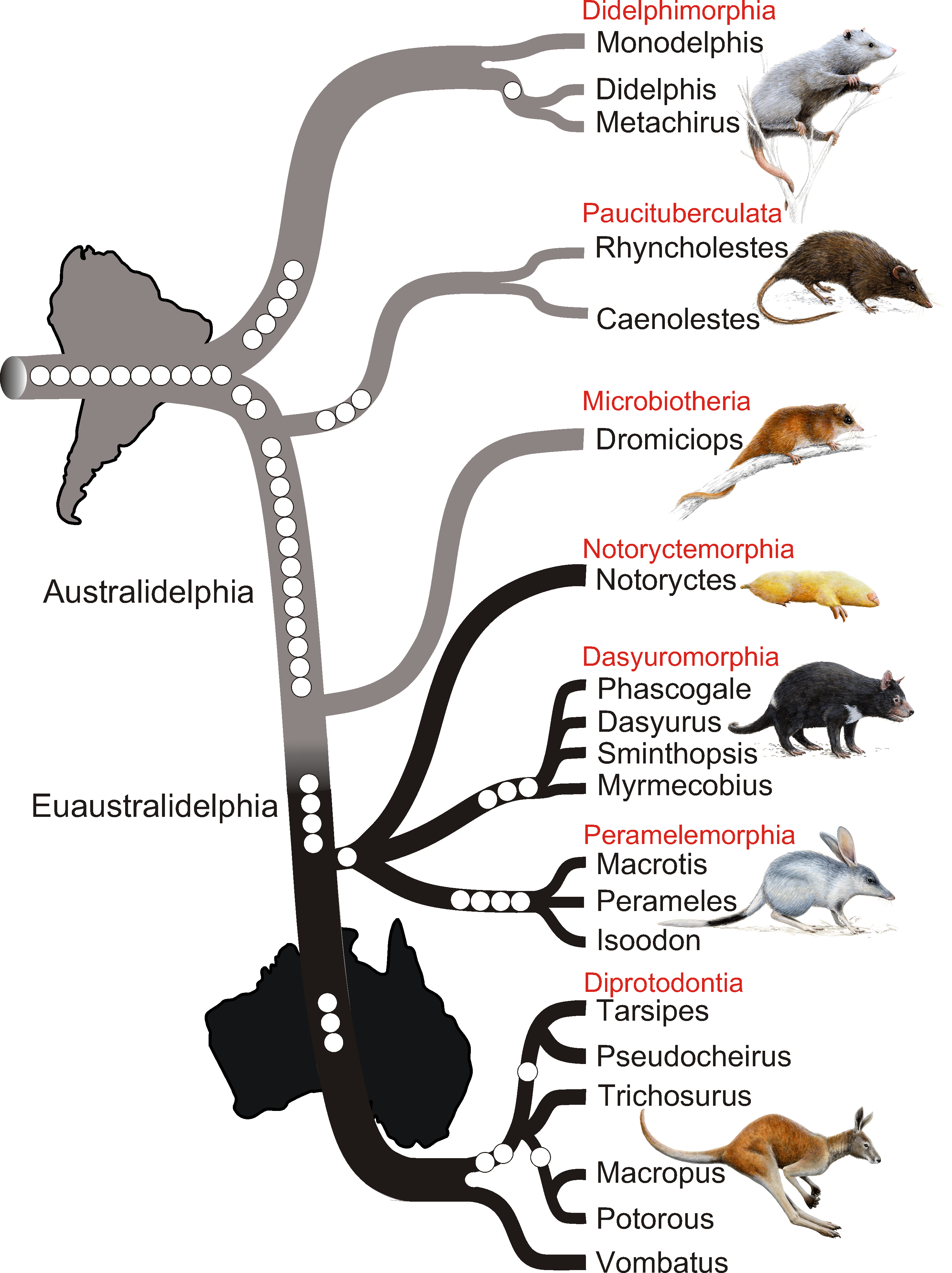
Árbol filogenético de los marsupiales construido usando la secuencia de retroposición.

Los retroposones son retrotransposones que se insertan en los cromosomas después de haber sido transcritos inversamente desde cualquier molécula de ARN.
A diferencia de los retrotransposones LTR LINE, los retroposones nunca codifican la transcriptasa inversa (RT) por lo que podrían ser retrotransposones no LTR SINE. Por tanto, son elementos no autónomos con respecto a la actividad de transposición. Los retrotransposones de repetición terminal no larga (LTR) como los elementos LINE1 humanos a veces se denominan falsamente como retroposones. Sin embargo, esto depende del autor. Por ejemplo, Howard Temin publicó la siguiente definición: los retroposones codifican transcriptasa inversa pero carecen de repeticiones terminales largas (LTR), por ejemplo, elementos intercalados largos (LINE). Los retrotransposones también presentan LTR y retrovirus endógenos, además, se empaquetan como partículas virales (viriones). Las retrosecuencias son elementos no autónomos desprovistos de transcriptasa inversa. Se vuelven a acoplar con la ayuda de la maquinaria de elementos autónomos, como LINEs; ejemplos son elementos nucleares intercalados cortos (SINE) o retrogenes derivados de ARNm.

## Duplicaciones de genes
Los retroposones representan aproximadamente 10 000 eventos de duplicación de genes en el genoma humano, de los cuales es probable que aproximadamente del 2 al 10% sean funcionales. Dichos genes se denominan retrogenes y representan un cierto tipo de retroposón. Un evento clásico es la retroposición de una molécula pre-ARNm empalmada del gen c-src en el ancestro proviral del virus del sarcoma de Rous (RSV). El pre-ARNm de c-src retroposado todavía contenía un solo intrón y dentro del RSV ahora se conoce como el gen V-SRC.